# 田辺バイパス (京都府)
田辺バイパス（たなべバイパス）は、京都府京田辺市田辺外ヶ谷から京田辺市草内大東に至る、全長3.4kmの国道307号のバイパス道路である。

## 概要
新田辺駅周辺の市街地を迂回するバイパス道路である。沿線には市役所、消防署、公民館などの行政施設が立地し、それらの施設へアクセスする道路の役割も担っている。
- 起点 : 京都府京田辺市田辺外ヶ谷
- 終点 : 京都府京田辺市草内大東
- 延長 : 3.6km
- 構造規格 :
- 車線 : 2車線
- 設計速度 : 60km/h
- 事業者 : 京都府田辺土木事務所
- 総事業費 : 約68億円

## 沿革
従来の国道307号は通過車両が1万台を超え、路線の大半は狭小で市街地を通過していた。また、近鉄京都線、片町線と平面交差しており、踏切の閉鎖時間はピーク時の1時間で40分に達し、新田辺駅周辺では慢性的な交通渋滞が問題となっていた。そこで、これらの問題を解決し都市活動の活性化と交通の円滑化を図るため、南側に迂回する田辺バイパスが計画され、1979年8月都市計画決定・事業化された。
路線の西半分にあたる田辺西インターチェンジ - 府道八幡木津線間1.7kmは京都国体の開催（田辺中央体育館がハンドボールのメイン会場となった）に合わせて建設が急がれ、1988年10月5日に開通した。両側に幅3mの歩道を設けた幅員14m（既に開通していた町役場付近480mは23m）の2車線で、設計速度60km/h、事業費は18億円であった。部分開通した田辺バイパスは同じく10月5日に開通した京奈和自動車道へ向かうアクセス道路の役割も期待された。
東半分にあたる府道八幡木津線 - 山城大橋西詰間1.9kmは1994年1月25日に開通した。両側に3.5mの歩道を設置した幅員15m（高架橋は同12.5m）の2車線で、設計速度は60km/hである。田辺バイパスは近鉄京都線、片町線を立体交差する高架橋約300mを含み、高架橋から新田辺駅方面へ向かう新田辺駅前線0.5kmも同時に開通した。川底が平地よりも約6.5m高く天井川となっていた防賀川は田辺バイパスの建設工事と同時に切り下げられ、橋梁による交差となった。
田辺バイパス全体の総事業費は約68億円で、田辺バイパスの開通により、関連して以前から構想のあった山城大橋の架け替え計画が具体化されることとなった。

### 年表
- 1979年8月 : 都市計画決定
- 1988年10月15日 : 田辺西IC - 府道八幡木津線間が開通
- 1994年1月25日 : 府道八幡木津線 - 山城大橋西詰間が開通（全線開通）

## 交差道路
- 山手幹線
- 府道八幡木津線
- 新田辺駅前線